# The Tonight Show
Die Tonight Show ist eine US-amerikanische Late-Night-Show. Sie war die erste ihrer Art und ist die am längsten existierende Unterhaltungssendung des US-Fernsehens. Seit 2014 wird sie von Jimmy Fallon moderiert.
Die Talkshow feierte am 27. September 1954 unter dem Namen Tonight Premiere. Erster Moderator war der Komiker und Musiker Steve Allen. Die Sendung wechselte bis 1962 mehrfach den Gastgeber und ihren Namen. Dann übernahm Johnny Carson und moderierte die Show 30 Jahre lang. Erst seitdem trägt sie den Titel The Tonight Show.

## Ausstrahlung
Die Tonight Show wird in den USA vom Fernsehsender NBC ausgestrahlt. In Europa lief sie lange Zeit auf NBC Europe, später auf CNBC Europe, anfangs drei, seit Ende 2008 einen Werktag zeitverzögert. Von Februar 2012 bis Februar 2014 wurde sie dort durch Late Night with Jimmy Fallon ersetzt. Mit der Übergabe an Jimmy Fallon in den Vereinigten Staaten wird seit Februar 2014 wieder The Tonight Show ausgestrahlt.
Der deutschsprachige Fernsehsender joiz zeigte die Sendung vom 14. April 2014 bis 30. Oktober 2014 viermal pro Woche in Deutschland und der Schweiz mit einem Tag Verzögerung zur Original-Ausstrahlung. Ab dem 26. Januar 2016 war die jeweils aktuelle Sendung vom Vortag in Deutschland von Montag bis Freitag auf One mit deutschen Untertiteln zu sehen. Die Sendung vom Freitag wurde dabei am jeweils folgenden Montag ausgestrahlt. One nahm die Tonight Show, wie vorab auf Facebook angekündigt, ab 2018 wieder vollständig aus dem Programm. Über CNBC können deutsche Fernsehzuschauer sie auch weiterhin täglich verfolgen.
Im September 2024 wurde bekanntgegeben, dass aus Kostengründen Jimmy Fallon künftig nur noch vier Mal pro Woche auf Sendung gehen soll und die Freitagsausgabe der Tonight Show eingestellt werden soll.

## Aufbau
Die Show besteht aus drei Teilen: Einem Monolog, in dem vom Moderator Witze über aktuelle Themen und Ereignisse gemacht werden, einem Talkteil mit üblicherweise zwei Gästen sowie einem Musik- bzw. Standup-Comedy-Act. Zusätzlich können gespielte Comedy-Einlagen, voraufgezeichnete Einspieler oder Spiele mit Talkgästen und/oder Zuschauern vorkommen.

## Moderatoren

### Steve Allen (1954–1957)
Die Tonight Show, damals als NBC's Tonight bekannt, begann am 27. September 1954 mit dem Moderator Steve Allen. Das Format stammt aus der Knickerbocker Beer Show, einer Show, die er von 1953 bis 1954 auf WNBT-TV (jetzt WNBC) moderierte. Allen wurde von dem Ansager Gene Rayburn und dem Dirigenten Lyle „Skitch“ Henderson begleitet. Er moderierte die Show bis 1957, als er zu seinem eigenen Sonntag-Varieté-Programm ging.

### Johnny Carson (1962–1992)
Johnny Carson wurde am 1. Oktober 1962 als neuer Moderator der Tonight Show vorgestellt. Sie trug dann den Titel The Tonight Show Starring Johnny Carson. Zunächst wurde die Show in einem Studio im Rockefeller Center in New York City gedreht, im Mai 1972 zog sie in die NBC Studios im kalifornischen Burbank um. Johnny Carson ging am 22. Mai 1992 nach 30 Jahren Tonight-Show-Moderation in Rente.

### Jay Leno (1992–2009)

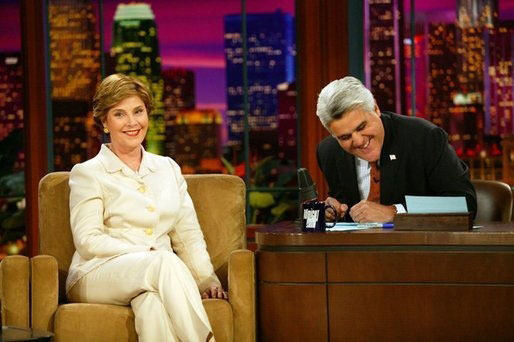
Laura Bush als Gast bei Jay Leno in der Tonight Show

Der Stand-up-Comedian Jay Leno moderierte seine erste Tonight Show am 25. Mai 1992. Produziert wurde die Show weiterhin im Studio 3 der NBC Studios in Burbank.
Zu den bekanntesten Bestandteilen der Tonight Show with Jay Leno gehörte die Rubrik Headlines, in der Leno witzige Schlagzeilen präsentiert (immer montags), sowie Jaywalking. Jays Ansprechpartner auf der Bühne war sein Bandleader, der Jazz-Gitarrist Kevin Eubanks. Im Jahr 2004 wurde der langjährige Ansager Edd Hall von John Melendez abgelöst. Melendez war 15 Jahre lang als Sidekick bei Howard Stern beschäftigt.
International sorgte die Tonight Show für Aufsehen, als der Schauspieler Arnold Schwarzenegger seine Kandidatur für das Amt des Gouverneurs von Kalifornien in der Sendung bekanntgab.
Am 27. September 2004, am 50-jährigen Jubiläum der Show, gab NBC bekannt, dass Conan O’Brien 2009 die Tonight Show übernehmen würde. Am 29. Mai 2009 moderierte Jay Leno seine letzte Sendung, zu Gast waren sein Nachfolger Conan O’Brien und als Musik-Act James Taylor.
Jay Leno moderierte ab Herbst 2009 eine neue Show im Hauptabendprogramm von NBC, direkt vor der Tonight Show. Einige Teile seiner Tonight Show, wie zum Beispiel „Jaywalking“ oder „Headlines“, kamen auch in der neuen Show vor. Jedoch wurde schon Anfang Januar 2010 bekanntgegeben, dass die Show nach nicht einmal fünf Monaten, zum Beginn der Olympischen Winterspiele 2010, abgesetzt werden solle. Danach übernahm Leno wieder die Moderation der Tonight Show und löste O’Brien ab.

### Conan O’Brien (2009–2010)
Conan O’Brien moderierte von 1993 bis 2009 die Sendung Late Night with Conan O’Brien, die direkt nach Jay Lenos Tonight Show auf NBC ausgestrahlt wurde. Aufgezeichnet wurde die Show in New York im umgebauten Tonight-Show-Studio von Johnny Carson, das mittlerweile abgerissen wurde.
Am 1. Juni 2009 wurde die erste Folge der Tonight Show mit Conan O’Brien ausgestrahlt. Er zog von New York nach Los Angeles um. Es wurde für mehrere Millionen Dollar ein neuer Gebäudeteil mit Büros und neuem Studio in den Universal Studios Hollywood gebaut. Niemals zuvor hatte die Tonight Show ein so großes Set gehabt.
Das alte Studio in Burbank verwendete Jay Leno ab Herbst 2009 für seine, unmittelbar vor der Tonight Show angesetzte neue Sendung The Jay Leno Show. Will Ferrell war erster Gast der neuen Tonight Show with Conan O’Brien. Als musikalischer Gast spielten Pearl Jam.
Conan O’Brien übernahm viele Show-Elemente seiner früheren Late Night in die Tonight Show. Seine Showband, die Max Weinberg 7 (neuer Name: Max Weinberg and the Tonight Show Band), und ein Großteil des Teams zogen mit nach Los Angeles um. Der langjährige Showansager Joel Godard blieb in New York und wurde vom ehemaligen Late-Night-with-Conan-O’Brien-Sidekick Andy Richter ersetzt.
Die neue Show fuhr an ihrem Sendetermin am frühen Abend schlechte Quoten ein und die Tonight Show with Conan O’Brien konnte bei weitem nicht die Zuschauerzahlen erreichen, die sie unter Jay Leno hatte. So überlegte man, die Jay-Leno-Show auf den 23:35-Uhr-Slot zu verlegen, was für die Tonight Show einen Sendetermin nach Mitternacht bedeutet hätte. Das Thema Verlegung/Nichtverlegung wurde im Januar 2010 in den USA stark diskutiert. Conan O’Brien zog die Konsequenzen und einigte sich mit NBC über einen Ausstieg aus seinem Vertrag. Am 22. Januar 2010 moderierte er zum letzten Mal die ·Tonight Show. Ab November 2010 präsentierte er beim Kabelsender TBS eine neue Show.

### Jay Leno (2010–2014)
Am 1. März 2010 kehrte Jay Leno zur Tonight Show zurück. Im April 2013 gab Leno bekannt, dass er die Moderation der Tonight Show im Frühjahr 2014 an Jimmy Fallon abgeben wolle.

### Jimmy Fallon (seit 2014)
Jimmy Fallon moderiert seit dem 17. Februar 2014 die Tonight Show Starring Jimmy Fallon. Die Show wird erstmals seit 1972 aus dem Rockefeller Center übertragen, wo NBC fünf Millionen US-Dollar in ein neues Studio investierte. Die Band The Roots, die ihn schon bei seiner Late Night with Jimmy Fallon (2009–2014) begleitete, bleibt weiterhin seine Hausband. Auch seinen Ansager Steve Higgins nahm Fallon mit zur Tonight Show.

## Kritik
16 aktuelle und ehemalige Mitarbeiter berichten von einer seit Jahren als toxisch empfundenen Arbeitsumgebung, die über das hinausgehe, was in der herausfordernden Welt der spätabendlichen Fernsehunterhaltung als üblich angesehen werde. Fallons unberechenbares Verhalten, das als „gute Jimmy-Tage“ und „schlechte Jimmy-Tage“ beschrieben wird, habe zu einem unangenehmen Arbeitsklima geführt. Die Mitarbeiter berichten von Belästigungen, Einschüchterungen und emotionalen Belastungen, die sich negativ auf ihre psychische Gesundheit ausgewirkt haben sollen.
Einige geben an, die Show wegen dieser Bedingungen verlassen zu haben, während andere entlassen wurden. Trotz Beschwerden beim HR-Team scheint sich die Situation in der Tonight Show nicht gebessert zu haben, und die ehemaligen Mitarbeiter drängen auf Veränderungen, um die Arbeitsumgebung zu verbessern und sowohl Fallon als auch NBC zur Rechenschaft zu ziehen.

## Produzenten
Frederick de Cordova stieg 1970 bei der The Tonight Show Starring Johnny Carson auf NBC ein, wobei er den Namen Fred de Cordova benutzte. Er wurde Produzent der Tonight Show und ab 1984 Executive Producer. In einem Interview von 1981 beschrieb er seine Arbeit als „oberster Verkehrspolizist, Talentscout, Fan Nr. 1 und Kritiker, alles in einem“. 1992 verabschiedete er sich nach 22 Jahren als Mitarbeiter von der Show.